# WatchOS 9
watchOS 9 è la nona versione del sistema operativo per Apple Watch sviluppato dalla Apple Inc. È stata presentata durante la Worldwide Developers Conference del giugno 2022. Lo stesso giorno ne è stata pubblicata la prima versione beta per sviluppatori. Durante l'evento Far Out del 7 settembre 2022, Apple ha annunciato la disponibilità ufficiale dal 12 settembre successivo.

## Compatibilità
Gli Apple Watch che supportano il sistema operativo watchOS 9 sono i seguenti:
- Apple Watch Series 4
- Apple Watch Series 5
- Apple Watch Series 6
- Apple Watch Series 7
- Apple Watch Series 8
- Apple Watch SE (1ª generazione e successive)
- Apple Watch Ultra